# إميل إف. راينهارد
إميل إف. راينهارد (بالإنجليزية: Emil F. Reinhardt)‏ هو عسكري أمريكي، ولد في 27 أكتوبر 1888 في باي سيتي في الولايات المتحدة، وتوفي في 24 يوليو 1969 في Fort Sam Houston ‏ في الولايات المتحدة.